# Yuki Kobayashi (fotbollsspelare född 2000)
Yuki Kobayashi (小林 友希 Kobayashi Yuki?), född 18 juli 2000 i Hyōgo prefektur, är en japansk fotbollsspelare som spelar för Portimonense.

## Klubbkarriär
Den 23 november 2022 meddelade Celtic att de värvat Kobayashi som skrev på ett femårskontrakt med start den 1 januari 2023. Den 24 augusti 2024 värvades Kobayashi av portugisiska Portimonense, där han skrev på ett treårskontrakt.

## Landslagskarriär
I maj 2019 blev han uttagen i Japans trupp till U20-världsmästerskapet 2019.